# Нейри, Дэвид
Дэвид Нейри (12 июня 1956, Данди) — шотландский футболист, защитник.
Прежде известен по выступлениям за клуб «Данди Юнайтед», а также национальную сборную Шотландии.
Чемпион Шотландии, трёхкратный обладатель Кубка шотландской лиги.

## Клубная карьера
В профессиональном футболе Нейри дебютировал в 1973 году, выступая за команду «Данди Юнайтед», в которой провёл 21 сезон, приняв участие в 603 матчах чемпионата. Большую часть времени, проведённого в составе «Данди Юнайтед», он был основным игроком защиты команды, хотя мог сыграть и в полузащите. За это время в 1982/83 сезоне Нейри завоевал титул чемпиона Шотландии.
Нейри завершил профессиональную игровую карьеру в клубе «Рэйт Роверс», за который выступал в течение 1994/95 сезона.

## Выступления за сборную
В 1977 году Нейри дебютировал в официальных матчах в составе национальной сборной Шотландии. На протяжении карьеры в национальной команде, которая длилась 12 лет, он провёл в форме главной команды страны 35 матчей, забив 1 гол. Нейри также сыграл один матч за сборную Шотландской лиги.
В составе сборной был участником чемпионата мира 1982 года в Испании и чемпионата мира 1986 года в Мексике. На мундиале 1982 года Нейри открыл счёт в матче с Бразилией, но соперник сумел отыграться и в итоге выиграл со счётом 4:1. Шотландия вылетела из группы, уступив СССР по разнице мячей. Через четыре года Шотландия выступила ещё хуже, заняв последнее место в группе. Единственное очко было добыто благодаря безголевой ничье с Уругваем.
15 ноября 2010 года Нейри был включён в Зал славы шотландского футбола.